# 咪咪 (冰心的猫)
咪咪（？－1999年3月1日）是一只白猫，是中国女作家冰心所养的爱猫。死后被制成标本，放置于福建省福州市长乐市的冰心纪念馆。

## 外形
咪咪有着黑色的尾巴，身上大多是白色的长毛，但不是纯白，也有圆黑点在后腰，眼睛不是蓝色的。

## 生活
咪咪由冰心的小女儿吴青在1986年抱回家中，冰心非常喜爱咪咪，写作时会让咪咪在书桌坐着。若客人和记者同冰心合影，冰心一定要把咪咪抱着拍照。在冰心的调教下，咪咪能听懂"sit down"的英语。一次，咪咪走失了几天，冰心拒绝了女儿吴青送来的新猫。在冰心临终前，还关心着家中咪咪的近况。

## 逸事
冰心与夏衍因为同样爱猫而成了交流经验的猫友，夏公对猫咪颜色的爱好次序是“黄、黑、花、白”，冰心的爱好次序是“白、花、黑、黄”，夏衍曾借给冰心两册咸丰年间的线装本《猫苑》。